# 張老師基金會
財團法人張老師基金會，前稱財團法人中國青少年輔導基金會，最初名為「救國團張老師中心」，俗稱救國團張老師，簡稱張老師。最早成立於1969年11月，首創「張老師專線」，從事青少年輔導服務，至2014年已有3萬多名輔導工作人員，為臺灣地區最具規模的輔導團體之一。2003年起，並接受行政院衛生署國民健康局委辦設立“戒菸專線服務中心”。
《張老師月刊》原為救國團內部通訊，1977年創刊，1981年正式在臺灣市面上發行。1983年起，相關出版物多次獲頒金鼎獎優良雜誌獎項等榮譽。

## 概述
1969年11月11日，救國團正式成立臺北張老師中心（Teacher Chang Youth Guidance Center，『青少年輔導中心「張老師」』），同年12月並設置「張老師專線」電話，以因應在社會形態劇烈變遷中，輔導青少年面臨學業、就業、家庭等諸多適應上的問題。
創辦人宋時選以華人大姓「張」，為此一團體命名為「張老師」。
1987年10月9日，張老師結合專家學者、產業人士成立財團法人中國青少年輔導基金會，由李鍾桂擔任第1屆創會理事長。1998年6月，更名為財團法人張老師基金會。
2001年，張老師在臺灣地區各縣市的輔導專線更改為簡易撥碼「1980」。
2003年，張老師接受行政院衛生署國民健康局委辦“戒菸專線服務中心”，是為亞洲首個戒菸專線。
2005年，因應《心理師法》規定，規劃「專業諮商體系」及「志願服務體系」雙軌制，設立張老師心理諮商所，集結有證照的諮商師、臨床心理師、社工師等專業團隊來服務。成立宗旨在於配合政府政策，辦理身心輔導、心理諮商、心理治療與心理衛生教育推廣、青少年犯罪防治等有關工作。
2013年，張老師在臺灣地區各縣市有46條專線，共有12個張老師青少年輔導中心，全年輔導件數達7.3萬人次，平均每日服務約201人次。

## 輔導工作的演進
1960年代，救國團成立「青少年問題研究中心」，延聘教育、心理、法律、社會等專家及社會熱心人士協助推行青少年心理輔導。同時也發展營隊輔導工作，例如「墾丁育樂營」、「蘭陽育樂營」等活動。
1969年11月11日，救國團正式成立臺北張老師中心（Teacher Chang Youth Guidance Center，『青少年輔導中心「張老師」』）。12月4日，張老師輔導專線電話正式開放服務工作。

1970年代，在台南、彰化、嘉義、高雄、雲林、台中、宜蘭、花蓮、苗栗、基隆、新竹、桃園等地成立「張老師」中心，透過電話、信件、晤談、心理測驗等方式來服務。
1980年代，救國團張老師協助中華電視台關係企業華廣傳播製作公共電視節目《空中張老師》，主持人亮軒。
街頭張老師
1970年代末期，有鑑於當時臺北市西門町之遊樂場所有些逃學、逃家，遊手好閒的青少年到處遊蕩；救國團張老師參照英美等國的“街頭社會工作”基本精神和特性，在1979年3月正式推展街頭青少年輔導工作：由志願服務人員前往西門町青少年經常出入之場所，瞭解當地青少年相關問題。

## 《張老師月刊》
《張老師月刊》創刊於1977年，1981年正式在市面上發行，專注於青少年的健康、學業、情感、職業、家庭、其他人際關係、人生觀等議題。臨床心理學者余德慧是《張老師月刊》的創辦人之一。
- 1970年5月，救國團張老師中心的內部通訊《張老師簡訊》出刊，每月出刊一期。
- 1977年12月25日，《張老師簡訊》更名為《張老師月刊－輔導研究》。
- 1981年7月1日，《張老師月刊－輔導研究》更名為《張老師月刊》。
- 1982年2月，張老師出版社成立，出版生活叢書、輔導叢書及《張老師月刊》。
- 1983年7月1日，《張老師月刊》更名為《張老師月刊－生活心理雜誌》。
- 1994年5月，張老師月刊社及張老師出版社合併改組成立“張老師文化事業股份有限公司”，簡稱“張老師文化”。

## 獲獎紀錄
| 年份   | 獲提名                                   | 獎項                               | 結果 |
| ------ | ---------------------------------------- | ---------------------------------- | ---- |
| 1983年 |                                          | 行政院新聞局頒發「優良雜誌金鼎獎」 | 獲獎 |
| 1984年 |                                          | 新聞局頒發「優良雜誌金鼎獎」       | 獲獎 |
| 1986年 |                                          | 新聞局金鼎獎評定「優良出版品」     | 獲獎 |
| 1987年 |                                          | 「家庭生活類優良雜誌金鼎獎」       | 獲獎 |
| 1989年 |                                          | 「家庭生活類優良雜誌金鼎獎」       | 獲獎 |
| 1990年 |                                          | 「家庭生活類優良雜誌金鼎獎」       | 獲獎 |
| 1991年 |                                          | 「雜誌攝影金鼎獎」                 | 獲獎 |
| 1992年 |                                          | 「家庭生活類優良雜誌金鼎獎」       | 獲獎 |
| 1993年 |                                          | 評定為「優良出版品」               | 獲獎 |
| 1993年 |                                          | 「雜誌攝影金鼎獎」                 | 獲獎 |
| 1994年 |                                          | 評定為「優良出版品」               | 獲獎 |
| 1995年 |                                          | 「金鼎獎推薦優良雜誌」             | 獲獎 |
| 1995年 |                                          | 「雜誌攝影金鼎獎」                 | 獲獎 |
| 1996年 |                                          | 「家庭生活類優良雜誌金鼎獎」       | 獲獎 |
| 1996年 |                                          | 「雜誌主編金鼎獎」                 | 獲獎 |
| 1997年 |                                          | 「金鼎獎推薦優良雜誌」             | 獲獎 |
| 2002年 |                                          | 衛生署國民健康局「優良健康讀物」   | 獲獎 |
| 2003年 |                                          | 「家庭生活類優良雜誌」金鼎獎       | 獲獎 |
| 2005年 | 林芳玫《跨界之旅》                       | 金鼎獎最佳專欄寫作獎               | 獲獎 |
| 2005年 | 《女農討山誌：一個女子與土地的深情記事》 | 金鼎獎最佳文學語文類圖書獎         | 獲獎 |

## 相關爭議
由張老師基金會自2003年起承接的國民健康署標案「戒菸專線服務中心」，被爆於2018至2019年間涉嫌假造資料，詐領衛生福利部國民健康署菸捐補助專案維護合約驗收款。
士林地檢署檢察官會同廉政署及台北市刑大發動搜索，約談戒菸專線服務中心主任等多人，訊後依詐欺、偽造文書及個資法等罪，分別諭令5萬至8萬元不等金額交保；涉嫌詐領的不法金額仍待檢廉釐清中。

## 註腳或文獻來源
1. ↑  胡清暉. . 台北: 中國時報. 2014-04-19  [2014-11-01]. （原始内容存档于2014-11-01）.
2. 1 2  . 中央社. 2014-04-18  [2014-09-08]. （原始内容存档于2014-04-19）. 台灣……「1980（依舊幫您）」張老師專線……是青少年成長、家庭發展、戒菸等各種生活中的疑難雜症……的諮詢平台
3. ↑  . 人間福報. 2014-07-06  [2014-08-22]. （原始内容存档于2014-08-26）.
4. ↑  . 銘報即時新聞. 2005. （原始内容存档于2006-04-21）.
5. ↑  .   [2021-05-04]. （原始内容存档于2021-05-05）.

## 外部連結
二次或三次文獻
- 周震歐. . 中華百科全書 典藏版. 1983年  [2014-08-22]. （原始内容存档于2019-05-12）.
- 曾華源. . 中華百科全書 典藏版. 1983年  [2014-08-22]. （原始内容存档于2018-05-14）.

官方網站
- 財團法人張老師基金會 （页面存档备份，存于）
- 張老師文化事業 （页面存档备份，存于） － .   [2014-08-22]. （原始内容存档于2014-08-26）.
- 財團法人「張老師」基金會的Facebook專頁
- YouTube上的老師張頻道

媒體引文
- 本期張老師月刊（新浪網） （页面存档备份，存于）
- 雜誌櫃（今日新聞網） （页面存档备份，存于）